# Ptolemy Reid
Ptolemy Reid; (Dartmouth, Essequibo, Guyana, 8 de mayo de 1918-2 de septiembre de 2003). Profesor, veterinario y político Guyanés. Estudió en el Instituto Tuskegee, Alabama, Estados Unidos, en donde se hizo doctor en medicina veterinaria. Marchó hacia Gran Bretaña donde entró a la Universidad Real de Cirujanos Veterinarios. A su regreso a Guyana, en 1958, fue empleado como veterinario. En 1960 ingresó al Partido del Congreso Nacional del Pueblo. El Dr. Reid sirvió como primer ministro, diputado y secretario general del Partido del Congreso Nacional del Pueblo (PNC). Llevó a cabo un sinnúmero de cargos ministeriales importantes incluyendo los de los Asuntos Exterioes, de las Finanzas y de la Agricultura Nacional. Cuando la Constitución de 1980 puso a Forbes Burnham como Presidente, el Dr. Reid asumió como primer ministro. Se retiró en 1984 y fue designado a la posición vacante como presidente del Parlamento. Después de su retiro en 1984, vivió una vida reservada. Estableció un centro de terapia y de educación básica para niños con parálisis cerebral y con inhabilidades físicas. 
| Predecesor: Forbes Burnham | Primer ministro de Guyana 1980-1984 | Sucesor: Desmond Hoyte |

- Datos: Q3296807